# 因阿邁納斯區

28°2′N 9°32′E / 28.033°N 9.533°E
因阿邁納斯區（阿拉伯语：‎），是阿爾及利亞的行政區，位於該國東南部，由伊利濟省負責管轄，首府設於因阿邁納斯，面積128,730平方公里，2008年人口17,422，人口密度每平方公里0.1人。